# Dili

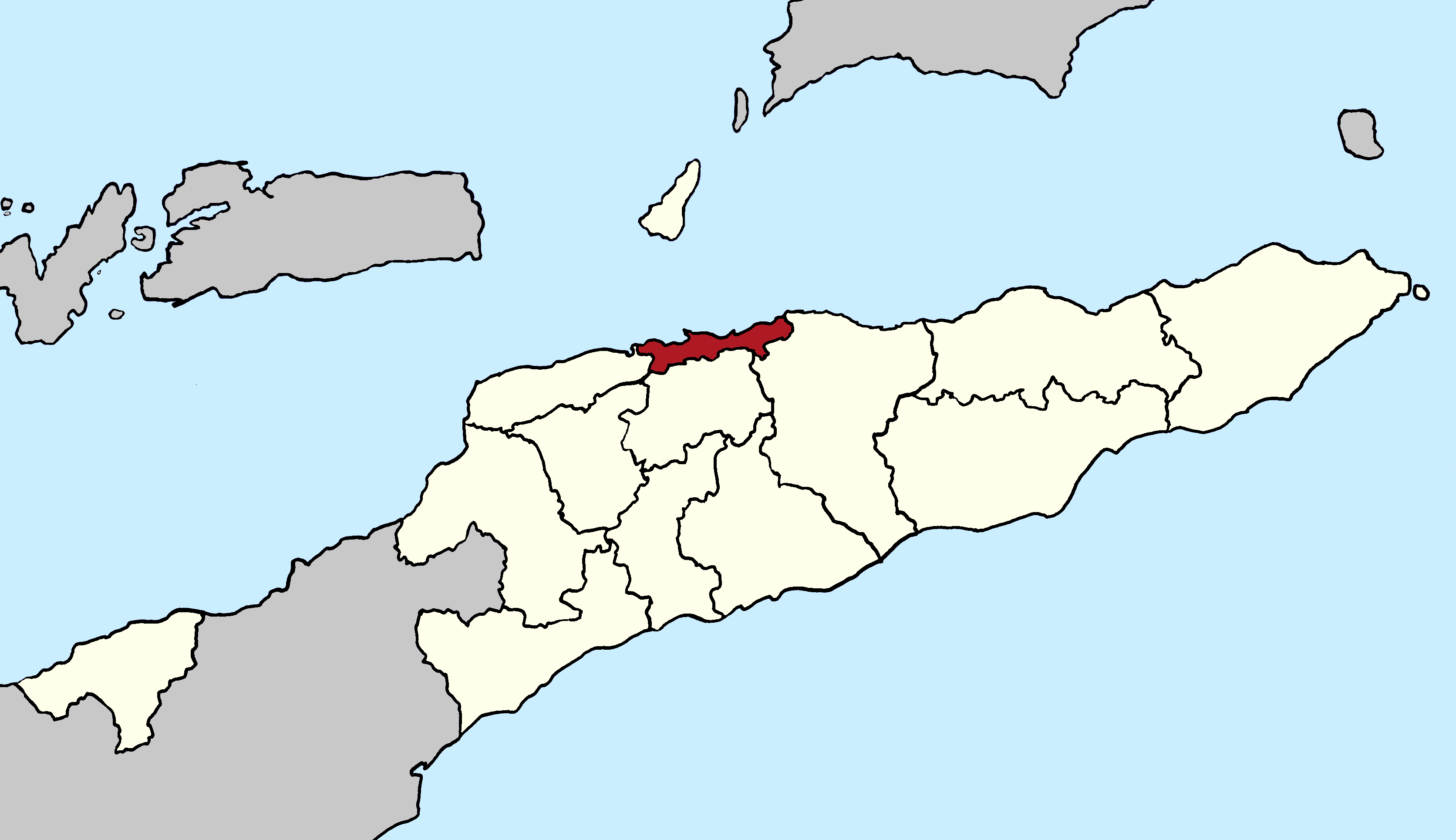
Bản đồ của Đông Timor với quận Dili

Dili, hay (Tiếng Bồ Đào Nha và Tetum: Díli), là thủ đô và là thành phố lớn nhất của Đông Timor. Thành phố này nằm ở bờ biển phía Bắc của đảo Timor, cực Đông của quần đảo Sunda Nhỏ. Dili là cảng chính và là trung tâm thương mại của Đông Timor, dân số theo điều tra dân số năm 2015 là 244,584 người, diện tích 59.9 km². Có một sân bay ở Comoro, Sân bay quốc tế Presidente Nicolau Lobato, được đổi tên theo lãnh đạo giành độc lập Nicolau Lobato, được sử dụng cho các chuyến bay thương mại và quân sự. Dili có tọa độ 8°34' Nam, 125°34' Đông (-8.5667, 125.5667). Đây cũng là thủ phủ của Quận Dili.

## Các tòa nhà và các tượng đài

Bản đồ của Dili và phụ cận

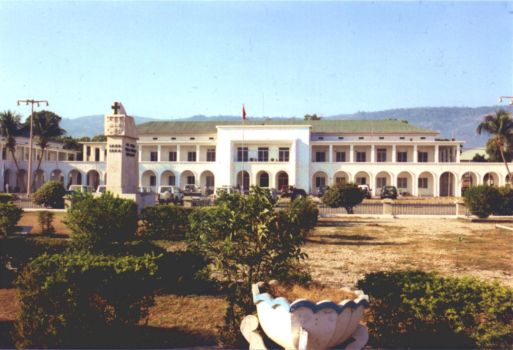
Tòa nhà chính phủ Đông Timor

Phần lớn các tòa nhà bị phá hủy năm 1999 bởi Quân đội Indonesia và các quân đội thân Indonesia. Tuy nhiên, thành phố vẫn còn nhiều tòa nhà từ thời Bồ Đào Nha. Văn phòng của thống đốc Bồ Đào Nha trước đây giờ là văn phòng thủ tướng Đông Timor. Tòa nhà này trước đây được Thống đốc được bổ nhiệm Đông Timor và Cơ quan quản lý chuyển tiếp Liên Hợp Quốc tại Đông Timor (United Nations Transitional Administration in East Timor - UNTAET). Dù trong thời kỳ nằm dưới sự cai trị của Indonesia, tiếng Bồ Đào Nha bị cấm vẫn có nhiều tên phố bằng tiếng Bồ Đào Nha như Avenida Marechal Carmona vẫn không đổi dù đã được pha tiếng Indonesia vào.

## Lịch sử
Dili đã được người Bồ Đào Nha định cư khoảng năm 1520 và những người Bồ Đào Nha đã chọn nó là thủ đô của Timor thuộc Bồ Đào Nha năm 1596. Trong Chiến tranh thế giới thứ hai, Dili bị Nhật Bản chiếm đóng. Đông Timor đơn phương tuyên bố độc lập khỏi Bồ Đào Nha ngày 28 tháng 11 năm 1975. Tuy nhiên, 9 ngày sau, ngày 7 tháng 12 năm 1975, Indonesia xâm lược Đông Timor. Ngày 17 tháng 7 năm 1976, Indonesia đã sáp nhập Đông Timor vào lãnh thổ của mình làm tỉnh thứ 27, Timor Timur (tiếng Bahasa Indonesia có nghĩa là "Đông Timor") với Dili là thủ phủ. Tuy nhiên, chiến tranh du kích đã nổ ra dai dẳng từ 1975 đến 1999 giữa Indonesia và các lực lượng đòi độc lập làm cho hàng chục ngàn Đông Timor và vài dân thường quốc tế bị sát hại. Dân Đông Timor tấn công vào tài sản của Indonesia dù nằm dưới kiểm soát của quân đội Indonesia với chiến thuật đánh và chạy. Các tiết lộ truyền thông năm 1991 về Thảm sát Dili đã làm tăng ủng hộ quốc tế cho phong trào độc lập của Đông Timor. Năm 1999, Đông Timor được đặt dưới sự giám sát của Liên Hợp Quốc và ngày 20 tháng 5 năm 2002, Dili trở thành thủ đô của Đông Timor độc lập.

## Giáo dục
Dili có các trường trung học Saint Josep (Colégio de São José) và Đại học Đông Timor (Universidade Nacional de Timor-Leste).